# Skyrunner World Series 2021
Navigation
2019 2022
Le Skyrunning World Series 2021 est la dix-neuvième édition du Skyrunner World Series, compétition internationale de Skyrunning fondée en 2002 par la Fédération internationale de skyrunning. Comme la saison 2019, la compétition ne comporte qu'un seul classement. De plus, les catégories de course SuperSky et SkyMasters disparaissent. Cette édition comporte 14 courses.

## Faits marquants
Après l'annulation de la saison 2020 en raison de la pandémie de Covid-19, la saison 2021 se veut plus modeste avec moins de courses au calendrier, un règlement simplifié et des dotations revues à la baisse. Les organisateurs tiennent à organiser la saison en minimisant les risques dans le cadre d'une situation sanitaire encore incertaine mais prévoient déjà une saison 2022 nettement plus ambitieuse.

## Règlement
Le calcul des points est identique dans les catégories féminines et masculines. Le score final cumule les 4 meilleures performances de la saison. Les 20 premiers de chaque course obtiennent des points selon un barème unique.
| Classement | 1er | 2e | 3e | 4e | 5e | 6e | 7e | 8e | 9e | 10e | 11e | 12e | 13e | 14e | 15e | 16e | 17e | 18e | 19e | 20e |
| ---------- | --- | -- | -- | -- | -- | -- | -- | -- | -- | --- | --- | --- | --- | --- | --- | --- | --- | --- | --- | --- |
| Points     | 100 | 80 | 70 | 60 | 54 | 48 | 42 | 36 | 30 | 26  | 22  | 18  | 16  | 14  | 12  | 10  | 8   | 6   | 4   | 2   |

À la fin de la saison, 2 000 € de dotations sont attribués aux vainqueurs des classements masculins et féminins.

## Programme
Pour la première fois dans l'histoire de la série, l'Autriche et le Canada sont présents au calendrier avec la Hochkönig SkyRace et la Minotaur SkyRace. Une quatorzième épreuve qui rejoint le calendrier, la Snowdon SkyRace au pays de Galles, est annoncée début avril.
En raison de la pandémie de Covid-19, le calendrier subit des modifications en cours de saison. Initialement agendée au 16 mai, la SkyRace des Matheysins est reportée au 24 octobre, tout comme la Madeira SkyRace qui est déplacée du 28 mai au 9 octobre et la Hochkönig SkyRace du 5 juin au 4 septembre. La Minotaur SkyRace est quant à elle annulée. Une nouvelle épreuve, la Kaiserkrone SkyRace en Autriche, est ajoutée au calendrier en remplacement de la Minotaur SkyRace. La Limone Extreme est quant à elle repoussée de deux semaines, du 16 au 30 octobre.
| Nom de la course           | Distance | Dénivelé   | Pays        | Date              | Vainqueur          | Vainqueure      |
| -------------------------- | -------- | ---------- | ----------- | ----------------- | ------------------ | --------------- |
| Mt Awa SkyRace             | 33 km    | 2 400 m D+ | Japon       | 18 avril 2021     | Yuya Kawasaki      | Takako Takamura |
| Livigno Skymarathon        | 34 km    | 2 700 m D+ | Italie      | 19 juin 2021      | Christian Mathys   | Denisa Dragomir |
| Minotaur SkyRace           | 32 km    | 2 800 m D+ | Canada      | Annulé            | -                  | -               |
| Kaiserkrone SkyRace        | 24,7 km  | 2 780 m D+ | Autriche    | 26 juin 2021      | Christian Mathys   | Stephanie Kröll |
| SkyRace Comapedrosa        | 21 km    | 2 280 m D+ | Andorre     | 25 juillet 2021   | Christian Mathys   | Denisa Dragomir |
| Tromsø Skyrace             | 57 km    | 4 700 m D+ | Norvège     | 7 août 2021       | Lars Olaf Haaheim  | Therese Årvik   |
| Matterhorn Ultraks Extreme | 24 km    | 2 800 m D+ | Suisse      | 20 août 2021      | William Boffelli   | Stephanie Kröll |
| Hochkönig SkyRace          | 32,6 km  | 2 720 m D+ | Autriche    | 4 septembre 2021  | Jakob Herrmann     | Denisa Dragomir |
| Pirin Extreme              | 38 km    | 3 300 m D+ | Bulgarie    | 11 septembre 2021 | Jordi Alís         | Oana Mihalcea   |
| Grigne SkyMarathon         | 43 km    | 4 800 m D+ | Italie      | 19 septembre 2021 | Daniel Antonioli   | Hillary Gerardi |
| Gorbeia Suzien             | 31 km    | 2 400 m D+ | Espagne     | 26 septembre 2021 | Zaid Ait Malek     | Denisa Dragomir |
| Snowdon SkyRace            | 40 km    | 3 100 m D+ | Royaume-Uni | 3 octobre 2021    | Finlay Wild        | Georgia Tindley |
| Madeira SkyRace            | 55 km    | 4 100 m D+ | Portugal    | 9 octobre 2021    | Martin Anthamatten | Mayi Errasti    |
| SkyRace des Matheysins     | 27 km    | 1 980 m D+ | France      | 24 octobre 2021   | Frédéric Tranchand | Johanna Åström  |
| Limone Extreme             | 22 km    | 2 050 m D+ | Italie      | 30 octobre 2021   | Nadir Maguet       | Denisa Dragomir |

## Résultats

### Hommes
Avec seulement une poignée d'athlètes nationaux présents au départ de la Mt Awa SkyRace en raisons de mesures sanitaires en vigueur, la course est remportée par Yuya Kawasaki devant son compatriote Miki Ushida.
Le Suisse Christian Mathys se révèle comme l'un des favoris en menant le Livigno Skymarathon de bout en bout. Il s'impose devant l'Espagnol Manuel Merillas. Le Suisse Pascal Buchs complète le podium.
De retour en compétition, le Japonais Ruy Ueda prend un bon départ sur la Kaiserkrone SkyRace suivi par les locaux Jakob Hermmann et Manuel Innerhofer. Le Suisse Christian Mathys fait ensuite parler ses talents de descendeur pour doubler ses adversaires et filer vers la victoire. Jakob Hermmann se dirige vers la deuxième place mais une erreur de parcours lui fait perdre une position au profit de Ruy Ueda.
Le Suisse Christian Mathys continue sa domination à la SkyRace Comapedrosa. Aux avant-postes en début de course, il largue ses adversaires après 14,5 kilomètres de course et s'empare de la victoire en solitaire. Le Roumain Leonard Mitrica et l'Italien Daniel Antonioli complètent le podium.
Courue en même temps que Sierre-Zinal, la Tromsø Skyrace n'attire que 44 coureurs dont très peu d'étrangers. Lars Olaf Haaheim s'y impose aisément.
L'Italien William Boffelli défend avec succès son titre sur la Matterhorn Ultraks Extreme au terme d'un duel acharné avec le local Martin Anthamatten. Christian Mathys complète le podium et consolide sa position en tête de la série.
Très à l'aise à domicile sur la Hochkönig SkyRace, l'Autrichien Jakob Herrmann doit faire face à son compatriote Sebastian Falkensteiner pour la tête de course. Jakob parvient à prendre le meilleur pour s'imposer. L'Espagnol Asier Larruzea complète le podium.
Le nouveau parcours « Extreme » du Pirin Ultra porte bien son nom et offre aux coureurs un tracé très difficile techniquement avec notamment un passage sur l'arête du Koncheto (en). Néanmoins, peu de coureurs internationaux font le déplacement. L'épreuve est remportée par l'Espagnol Jordi Alís devant son compatriote Ricardo Cherta. Le favori local et ancien orienteur Kiril Nikolov complète le podium.
Prévu pour être couru sur le parcours d'origine du Sentiero delle Grigne, le Grigne SkyMarathon voit son parcours réduit à 23 km en raisons des intempéries qui s'abattent sur la région. Multiple vainqueur de l'épreuve et courant à domicile, l'Italien Daniel Antonioli s'élance comme grand favori. Menant la course, il voit cependant revenir sur lui son compatriote Cristian Minoggio en fin de course. Avantagé dans la descente, ce dernier parvient à prendre la tête. Les deux hommes luttent au coude-à-coude et David lance son sprint dans les derniers mètres pour s'imposer avec trois secondes d'avance. Luca Del Pero complète le podium 100 % italien.
Le Kényan Ben Kimtai confirme son statut d'outsider après sa deuxième place au Transgrancanaria Maratón. Il impose son rythme soutenu dans la première moitié de course de Gorbeia Suzien. L'Espagnol Zaid Ait Malek fait ensuite parler son expérience pour reprendre la tête en deuxième partie de course et file vers la victoire. Son compatriote Ander Iñarra parvient à arracher de justesse la deuxième place en battant Ben Kimtai au sprint final.
Des fortes précipitations forcent les organisateurs à utiliser le parcours de réserve de 25 km de la Snowdon SkyRace. L'Écossais Finlay Wild prend les commandes de la course et impose un rythme soutenu. Désorienté par le brouillard, l'Italien Daniel Antonioli ne parvient pas à le suivre. Finlay s'impose facilement avec quinze minutes d'avance sur l'Italien. Le podium est complété par le Britannique George Fisher.
Le Suisse Martin Anthamatten domine la Madeira SkyRace et s'impose en 6 h 11 min 23 s devant le Portugais Miguel Arsénio.
Vainqueur en 2020, le Français Frédéric Tranchand s'élance comme favori sur la SkyRace des Matheysins. Il s'empare des commandes de la course, suivi de près par son compatriote Benjamin Roubiol. Les deux hommes mènent la course en tête et Frédéric s'offre sa deuxième victoire d'affilée. Peu à l'aise en début de parcours, l'Italien Cristian Minoggio sonne la charge dans la partie technique du parcours, faisant parler son talent pour doubler ses adversaires. Il remonte jusqu'à terminer à la troisième place.
La finale de la série, la Limone Extreme, voit l'Italien Cristian Minoggio prendre le premier les commandes de la course mais est rapidement doublé par Nadir Maguet. Ce dernier s'envole en tête pour remporter sa première victoire en Skyrunner World Series. Un groupe de poursuivants mené par le Slovène Luka Kovačič rattrape Cristian Minoggio. Au sommet du Monte Carone, le Suisse Valentin Marchon s'empare de la deuxième place. La descente finale voit cependant le peloton se mélanger à nouveau. Le Marocain Elhousine Elazzaoui et le Suisse Roberto Delorenzi tirent leur épingle du jeu et complètent le podium. Absent de la finale, le Suisse Christian Mathys remporte le classement général grâce à ses trois victoires. Son plus proche rival, l'Italien Daniel Antonioli, termine huitième de la course et s'assure de la deuxième place du classement.
| Course                     | Vainqueur          | Deuxième                | Troisième          | Leader du classement général   |
| -------------------------- | ------------------ | ----------------------- | ------------------ | ------------------------------ |
| Mt Awa SkyRace             | Yuya Kawasaki      | Miki Ushida             | Masato Kamishohara | Yuya Kawasaki                  |
| Livigno Skymarathon        | Christian Mathys   | Manuel Merillas         | Pascal Buchs       | Yuya Kawasaki Christian Mathys |
| Kaiserkrone SkyRace        | Christian Mathys   | Ruy Ueda                | Jakob Herrmann     | Christian Mathys               |
| SkyRace Comapedrosa        | Christian Mathys   | Leonard Mitrica         | Daniel Antonioli   | Christian Mathys               |
| Tromsø Skyrace             | Lars Olaf Haaheim  | Fredrik Eliasson        | Erland Eldrup      | Christian Mathys               |
| Matterhorn Ultraks Extreme | William Boffelli   | Martin Anthamatten      | Christian Mathys   | Christian Mathys               |
| Hochkönig SkyRace          | Jakob Herrmann     | Sebastian Falkensteiner | Asier Larruzea     | Christian Mathys               |
| Pirin Extreme              | Jordi Alís         | Ricardo Cherta          | Kiril Nikolov      | Christian Mathys               |
| Grigne SkyMarathon         | Daniel Antonioli   | Cristian Minoggio       | Luca Del Pero      | Christian Mathys               |
| Gorbeia Suzien             | Zaid Ait Malek     | Ander Iñarra            | Ben Kimtai         | Christian Mathys               |
| Snowdon SkyRace            | Finlay Wild        | Daniel Antonioli        | George Fisher      | Christian Mathys               |
| Madeira SkyRace            | Martin Anthamatten | Miguel Arsénio          | Ricardo Ballester  | Christian Mathys               |
| SkyRace des Matheysins     | Frédéric Tranchand | Benjamin Roubiol        | Cristian Minoggio  | Christian Mathys               |
| Limone Extreme             | Nadir Maguet       | Elhousine Elazzaoui     | Roberto Delorenzi  | Christian Mathys               |

### Femmes
Sans réelle concurrence, la favorite locale Takako Takamura remporte aisément la Mt Awa SkyRace avec près de 45 minutes d'avance sur sa plus proche poursuivante Kishiko Suto.
La favorite Denisa Dragomir domine le Livigno Skymarathon et s'impose avec près de vingt minutes d'avance sur la Norvégienne Eli Anne Dvergsdal. L'Allemande Rosanna Buchauer complète le podium.
La skieuse alpiniste Stephanie Kröll fait parler son talent pour remporter la Kaiserkrone SkyRace devant l'Espagnole Oihana Azkorbebeitia. La Tchèque Anna Straková complète le podium avec près de cinquante minutes de retard sur la gagnante.
La Roumaine Denisa Dragomir effectue la course seule en tête pour remporter facilement la victoire de la SkyRace Comapedrosa. Derrière elle, les places pour le podium font l'objet d'une lutte serrée entre la Française Iris Pessey et les jumelles El Kott. Iris parvient à prendre le meilleur pour terminer deuxième à deux minutes devant Lina.
Avec une faible participation internationale sur la Tromsø Skyrace, la Norvégienne Therese Årvik ne doit faire face qu'à la Finlandaise Ruut Uusitalo qu'elle bat de sept minutes pour remporter la victoire.

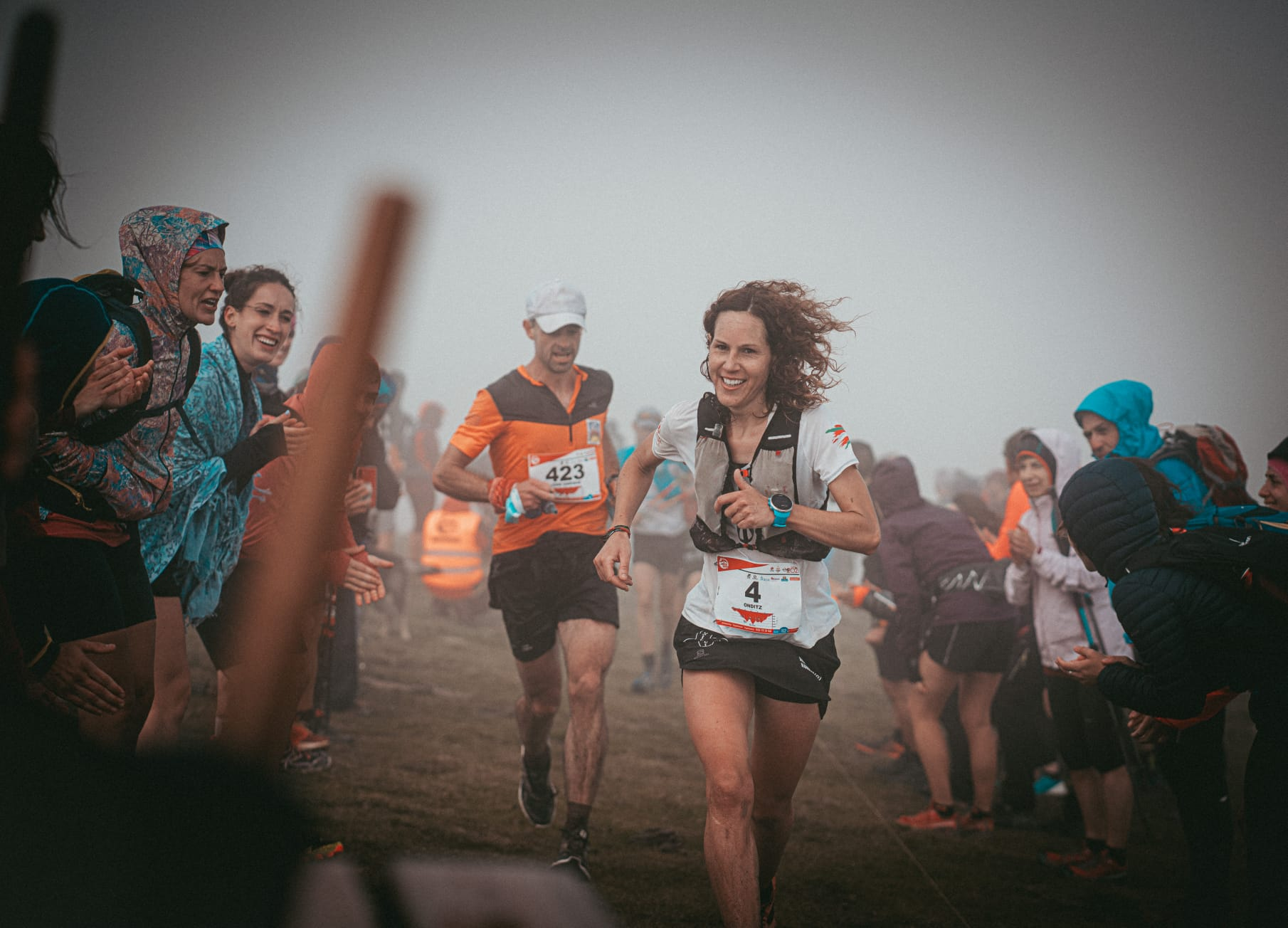
Onditz Iturbe, deuxième à Gorbeia Suzien.

L'Autrichienne Stephanie Kröll réalise une excellente course sur la Matterhorn Ultraks Extreme et s'impose devant l'Américaine Hillary Gerardi. La Française Iris Pessey complète le podium.
La Roumaine Denisa Dragomir fait son retour sur le circuit lors de la Hochkönig SkyRace qu'elle domine du début à la fin pour reprendre la tête du classement provisoire. La Britannique Georgia Tindley et l'Espagnole Oihana Azkorbebeitia complètent le podium.
La Roumaine Oana Mihalcea domine la Pirin Extreme et s'impose facilement en 6 h 45 min 35 s avec près de 45 minutes d'avance sur la Bulgare Silviya Mladenova. La Finlandaise Hilla Rudanko complète le podium.
L'Américaine Hillary Gerardi survole les débats sur le parcours raccourci du Grigne SkyMarathon. Imposant son rythme soutenu, elle s'impose en solitaire en 2 h 24 min 27 s avec six minutes d'avance sur l'Espagnole Oihana Azkorbebeitia. L'Italienne Fabiola Conti complète le podium.
La coureuse locale Onditz Iturbe mène la première partie de course de Gorbeia Suzien. À mi-parcours, elle est rattrapée par la Roumaine Denisa Dragomir qui fait parler son expérience pour foncer vers la victoire. Elle s'impose avec six minutes d'avance sur Onditz. Lide Urrestarazu complète le podium.
Annoncée comme favorite sur la Snowdon SkyRace, l'Écossaise Georgia Tindley assume son rôle et mène la course de bout en bout pour décrocher la victoire sur le parcours raccourci à 25 km. L'Anglaise Lauren Woodwiss parvient à tenir un bon rythme pour décrocher la deuxième place avec six minutes de retard. Alice Kerr complète le podium.
La Suédoise Johanna Gelfgren mène la première partie de course de la Madeira SkyRace mais finit par abandonner. L'Espagnole Mayi Errasti reprend la tête de course et s'impose.
La Britannique Georgia Tindley prend la première les commandes de la SkyRace des Matheysins. Elle est ensuite doublée par la Suédoise Johanna Åström qui file vers la victoire. L'Italienne Fabiola Conti complète le podium.
Déjà assurée mathématiquement du titre grâce à ses quatre victoires, la Roumaine Denisa Dragomir s'élance comme grande favorite de la finale de la série à la Limone Extreme. Imposant son rythme soutenu, elle mène la course de bout en bout pour remporter la victoire. La Suédoise Johanna Åström la suit à distance et doit défendre sa deuxième place en fin de course face à l'Italienne Fabiola Conti. Denisa Dragomir remporte le classement général haut la main, ayant dominé la saison en remportant la victoire à chacune de ses cinq participations. Quatrième de la course, l'Autrichienne Stephanie Kröll termine deuxième du classement avec deux victoires devant l'Espagnole Oihana Azkorbebeitia.
| Course                     | Vainqueur       | Deuxième             | Troisième             | Leader du classement général    |
| -------------------------- | --------------- | -------------------- | --------------------- | ------------------------------- |
| Mt Awa SkyRace             | Takako Takamura | Kishiko Suto         | Luciana Nagaki        | Takako Takamura                 |
| Livigno Skymarathon        | Denisa Dragomir | Eli Anne Dvergsdal   | Rosanna Buchauer      | Takako Takamura Denisa Dragomir |
| Kaiserkrone SkyRace        | Stephanie Kröll | Oihana Azkorbebeitia | Anna Straková         | Stephanie Kröll                 |
| SkyRace Comapedrosa        | Denisa Dragomir | Iris Pessey          | Lina El Kott          | Denisa Dragomir                 |
| Tromsø Skyrace             | Therese Årvik   | Ruut Uusitalo        | Jessica Asensio Pérez | Denisa Dragomir                 |
| Matterhorn Ultraks Extreme | Stephanie Kröll | Hillary Gerardi      | Iris Pessey           | Stephanie Kröll                 |
| Hochkönig SkyRace          | Denisa Dragomir | Georgia Tindley      | Oihana Azkorbebeitia  | Denisa Dragomir                 |
| Pirin Extreme              | Oana Mihalcea   | Silviya Mladenova    | Hilla Rudanko         | Denisa Dragomir                 |
| Grigne SkyMarathon         | Hillary Gerardi | Oihana Azkorbebeitia | Fabiola Conti         | Denisa Dragomir                 |
| Gorbeia Suzien             | Denisa Dragomir | Onditz Iturbe        | Lide Urrestarazu      | Denisa Dragomir                 |
| Snowdon SkyRace            | Georgia Tindley | Lauren Woodwiss      | Alice Kerr            | Denisa Dragomir                 |
| Madeira SkyRace            | Mayi Errasti    | Natalia Mastrota     | Oana Mihalcea         | Denisa Dragomir                 |
| SkyRace des Matheysins     | Johanna Åström  | Georgia Tindley      | Fabiola Conti         | Denisa Dragomir                 |
| Limone Extreme             | Denisa Dragomir | Johanna Åström       | Fabiola Conti         | Denisa Dragomir                 |

## Podiums

### Hommes
| Édition | Or                          | Argent                      | Bronze                    |
| ------- | --------------------------- | --------------------------- | ------------------------- |
| Général | Christian Mathys 370 points | Daniel Antonioli 310 points | Ricardo Cherta 258 points |

### Femmes
| Édition | Or                         | Argent                     | Bronze                          |
| ------- | -------------------------- | -------------------------- | ------------------------------- |
| Général | Denisa Dragomir 400 points | Stephanie Kröll 314 points | Oihana Azkorbebeitia 290 points |